# Новое Назимкино
Новое Назимкино — село в Малосердобинском районе Пензенской области России. Входит в состав Дружаевского сельсовета.

## География
Село находится в южной части Пензенской области, в пределах южной части Приволжской возвышенности, в лесостепной зоне, на берегах реки Сердобы, на расстоянии примерно 19 километров (по прямой) к северу от села Малая Сердоба, административного центра района. Абсолютная высота — 225 метров над уровнем моря.

### Климат
Климат характеризуется как умеренно континентальный, с относительно жарким летом и холодной продолжительной зимой. Средняя температура воздуха самого холодного месяца (января) составляет −13 °C; самого тёплого месяца (июля) — 20 °C. Продолжительность безморозного периода равна 140—150 дней. Годовое количество атмосферных осадков — 497 мм, из которых большая часть выпадает в тёплый период. Снежный покров держится в течение 130—140 дней.

### Часовой пояс
Село Новое Назимкино, как и вся Пензенская область, находится в часовой зоне МСК (московское время). Смещение применяемого времени относительно UTC составляет +3:00.

## Население
| 1764 | 1795  | 1839 | 1859 | 1884 | 1897 | 1911 |
| ---- | ----- | ---- | ---- | ---- | ---- | ---- |
| 92   | ↗200  | ↗236 | ↗302 | ↗458 | ↗571 | ↗841 |
| 1914 | 1921  | 1925 | 1935 | 1939 | 1959 | 1970 |
| ↗873 | ↗1000 | ↘898 | ↘261 | ↗263 | ↗310 | ↗597 |
| 1979 | 1989  | 1996 | 2002 | 2010 | 2021 |      |
| ↘364 | ↘211  | ↘176 | ↘93  | ↘56  | ↘31  |      |

### Национальный состав
Согласно результатам переписи 2002 года, в национальной структуре населения русские составляли 54 % из 93 чел., мордва — 46 %.